# Amos Nourse
Amos Nourse, född 17 december 1794 i Bolton, Massachusetts, död 7 april 1877 i Bath, Maine, var en amerikansk republikansk politiker och professor. Han representerade delstaten Maine i USA:s senat från januari till mars 1857.
Nourse utexaminerades 1812 från Harvard. Han fortsatte sedan med studier i medicin och avlade 1817 sin läkarexamen vid Harvard Medical School. Han flyttade 1845 till Bath och var där verksam som tullinspektör fram till 1846. Han undervisade sedan i obstetrik vid Bowdoin College från och med 1846. Han blev 1855 professor.
Senator Hannibal Hamlin avgick i januari 1857 för att tillträda som guvernör. Nourse tillträdde som senator den 16 januari. Guvernör Hamlin avgick redan i februari 1857, eftersom han hade blivit vald till en ny sexårig mandatperiod som senator. Nourse efterträddes som senator av företrädaren Hamlin i mars 1857.
Nourse avled 1877 och gravsattes på Hallowell Village Cemetery i Kennebec County.